# Diego Dublé Urrutia
Diego Dublé Urrutia (Angol, 8 de julho de 1877 — 13 de novembro de 1967) foi um poeta e diplomata chileno.
Em 1903 foi enviado em missão diplomática na França. A partir daí, sua carreira diplomática o levou a 17 países diferentes, entre eles Áustria, Brasil e Equador.
Foi membro da Academia Chilena de Letras, e correspondente da Real Academia Espanhola.

## Prêmios
Diego Dublé Urrutia ganhou o Prêmio Nacional de Literatura do Chile em 1958.